# Grote Prijs van Poggiana
De GP di Poggiana is een eendagswielerwedstrijd in Italië. De wedstrijd werd voor het eerst verreden in 1975 en maakt sinds 2011 deel uit van de UCI Europe Tour in de categorie 1.2.

## Meervoudige winnaars
| Overwinningen | Renner          | Land   | Jaren      |
| ------------- | --------------- | ------ | ---------- |
| 2             | Mattia Cattaneo | Italië | 2009, 2011 |

## Overwinningen per land
| Overwinningen | Land                                                             |
| ------------- | ---------------------------------------------------------------- |
| 37            | Italië                                                           |
| 4             | Australië                                                        |
| 3             | Rusland                                                          |
| 1             | Letland, Oekraïne, Nieuw-Zeeland, Noorwegen, Verenigd Koninkrijk |